# Vlerick Business School
Vlerick Business School est une école de commerce belge privée disposant de campus à Bruxelles, Gand et Louvain.
Elle est le résultat de la fusion des programmes MBA de la Katholieke Universiteit Leuven et de l'Instituut Professor Vlerick voor Management de l'Université de Gand, en 1999. 

## Histoire
En 1953, le professeur André Vlerick fonde à l'université d'État de Gand le Séminaire d'études et de recherche sur la productivité qui aboutira en 1983 en une école autonome, l'Instituut Professor Vlerick voor Management, également fondée par celui-ci. 
En 1968, avant sa scission effective, l'université catholique de Louvain lance un programme de MBA international, maintenu par la Katholieke Universiteit Leuven au sein de sa faculté d'économie et de gestion. 
En 1999, les deux universités font fusionner leurs programmes de MBA, fondant une nouvelle institution dénommée Vlerick Leuven Gent Management School, établie à Gand et à Louvain. L'UGent et la KU Leuven poursuivent en parallèle leurs formations de second cycle en économie et gestion au sein de leurs facultés d'économie et de gestion. 
En 2006, Vlerick ouvre son campus à Saint-Pétersbourg et en 2013 son campus bruxellois, à Saint-Josse-ten-Noode. 
En 2012, Vlerick Leuven Gent Management School modifie son nom et devient la Vlerick Business School. 
Vlerick se présente comme étant la plus ancienne business school d'Europe,, cependant, en 2018, elle est juridiquement la plus récente fondée en Belgique.

## Accréditations et classements
Vlerick Business School bénéficie de la triple accréditation, c'est-à-dire qu'elle bénéficie des trois plus importantes certifications de qualité de l'enseignement commercial: EQUIS, AMBA and AACSB.
L'école figure dans les classements du Financial Times et de The Economist.
Depuis 2008, Vlerick est classée dans les 10 meilleures écoles de commerce d'Europe par le Financial Times.
Son MBA figure à la 10e place du palmarès mondial 2009 de The Economist.

## Formations
L'école propose des MBA (Temps plein, Temps partiel et Exécutif) ainsi que des Masters en Management, Marketing et Finance.
Une offre de formation continue, à destination de cadres, existe également.

## Anciens élèves célèbres
- Paul Bulcke - PDG de Nestlé
- Marc Coucke - PDG Omega Pharma
- Kris Peeters - Homme politique
- Rudy Provoost - Président de Rexel

## Professeurs
- Geertrui Mieke De Ketelaere